# Michael Gove
Michael Andrew Gove (26 de agosto de 1967 , Edimburgo) é um político britânico do Partido Conservador.
Nos anos 2010 e 2014, ele foi ministro da Educação. Em 2015, foi nomeado ministro da Justiça e Lorde Chanceler da Grã-Bretanha.